# Nautilocalyx mimuloides
Nautilocalyx mimuloides là một loài thực vật có hoa trong họ Tai voi. Loài này được (Benth.) C.V.Morton mô tả khoa học đầu tiên năm 1954.